# ТМ-89
ТМ-89 — російська протитанкова міна.
Розроблена в СРСР, прийнята на озброєння в 1993 році.
ТМ-89 — міна протитанкова протиднищова. Вибух відбувається при наїжджанні проекції танка (БМП, БМД, БТР, автомобіль) на міну, — його магнітне поле впливає на пристрій підривника, що реагує. Ураження машинам наноситься через пробивання днища кумулятивним струменем під час вибуху заряду міни у момент, коли танк чи будь-яка інша машина виявиться над міною. При наїзді гусеницею чи колесом відбудеться звичайний фугасний вибух міни.
Міна є плоскою округлою металевою коробкою. Усередині коробки міститься заряд вибухівки, а зверху є підривник.
Міна може встановлюватись вручну або за допомогою засобів механізації.

## Тактико-технічна характеристика[1]
| Характеристика                      | Значення                                        |
| ----------------------------------- | ----------------------------------------------- |
| Тип міни                            | протиднищева/протигусенична кумулятивно-фугасна |
| Корпус                              | сталевий                                        |
| Вага                                | 11.5 кг                                         |
| Вага вибухової речовини ТГ-40/60    | 6.7 кг                                          |
| Діаметр                             | 320 мм                                          |
| Висота з детонатором                | 132 мм                                          |
| Бронепробиття                       | 200 мм з вілстані 0.45 м.                       |
| Термін роботи                       | 30 діб                                          |
| Температурний діапазон застосування | -30 до +50 °C                                   |